# Princípio do benefício
O Princípio do Benefício é a conceituação teórica que trata da proporcionalidade entre os benefícios recebidos e o valor pago por eles. 
No caso das políticas públicas, a principal fonte de financiamento são os impostos, taxas e contribuições, e é através da arrecadação tributária que o governo elabora o orçamento público, onde especifica como vão ser utilizados os recursos à disposição, para executar e implementar os programas sociais, custeio da máquina pública e outras despesas de capital. Por esse princípio, quanto mais os indivíduos se beneficiassem do serviço público prestado, mais imposto deveria pagar, já que estaria recebendo um benefício maior do que quem não estivesse utilizando. Na teoria do benefício, os níveis de tributação são determinados automaticamente, porque os contribuintes pagam, proporcionalmente, para o governo pelos benefícios que recebem. Em outras palavras, os indivíduos que se beneficiariam de serviços públicos, deveriam pagar mais impostos.
O princípio do benefício é um conceito na teoria da tributação das finanças públicas. O princípio é algumas vezes comparado à função dos preços na alocação de bens privados, onde os impostos seriam o valor pago pelas mercadorias e serviços adquiridos junto aos governos.  Em seu uso para avaliar a eficiência dos impostos e avaliar a política fiscal, a abordagem de benefícios foi inicialmente desenvolvida por Knut Wicksell (1896) e Erik Lindahl (1919), dois economistas da Escola de Estocolmo. A formulação de quase unanimidade de Wicksell do princípio baseava-se numa distribuição de renda justa. A abordagem foi estendida no trabalho de Paul Samuelson, Richard Musgrave, e outros.
Também tem sido aplicado a temas como progressividade tributária, impostos corporativos e impostos sobre propriedade ou riqueza. O aspecto de regra de unanimidade da abordagem de Wicksell ao relacionar impostos e despesas é citado como ponto de partida para o estudo da economia constitucional no trabalho de James Buchanan.
Na moderna literatura sobre finanças públicas, há duas principais questões: quem pode pagar e qual será o benefício (Princípio do benefício). Influentes teorias têm sido apresentadas, tais como a de Arthur Cecil Pigou e a teoria do benefício desenvolvida por Erik Lindahl. Há uma versão posterior do benefício, a teoria conhecida como a teoria da "troca voluntária". No livro Public Finance in Theory and Practise, Richard Musgrave e Peggy Musgrave, o princípio do benefício é definido como sendo:“Sob um regime estrito de tributação de acordo com o princípio do benefício, cada contribuinte seria tributado de acordo com sua demanda por serviços públicos”.
Esse enfoque admite, modernamente, algumas interpretações:

## Benefícios totais
Aplicando-se o princípio do benefício, o valor total dos impostos pagos deveria corresponder aos benefícios totais que o indivíduo receberia dos gastos públicos.

## Benefícios proporcionais
Por esta interpretação do princípio, a carga tributária total deve ser distribuída proporcionalmente ao benefício total recebido, ou seja, o excedente do contribuinte ser distribuído de forma equivalente às diversas contribuições.

## Benefícios marginais
Essa interpretação parece mais adequada, pois assim, os tributos a serem pagos devem equivaler à avaliação feita pelo indivíduo da utilidade marginal do serviço público a ele prestado. A receita assim gerada forneceria uma medida da utilidade do serviço público e graduaria sua oferta.